# Rotation différentielle

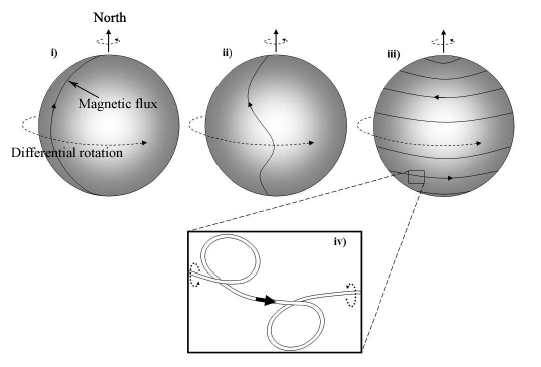
Rotation différentielle du Soleil.

La rotation différentielle s'observe lorsque la vitesse angulaire d'un corps en rotation varie selon la latitude du point considéré ou sa distance par rapport à l'axe de rotation.
Ceci indique que ce corps n'est pas solide.
Par exemple, les surfaces du Soleil, Jupiter et Saturne sont en rotation différentielle, les régions proches de l'équateur tournant notablement plus vite que celles proches des pôles.
Les proto-étoiles montrent aussi des signes de rotation différentielle. En 2018 le phénomène a été observé pour la première fois sur d'autres étoiles que le Soleil.
Avec des objets très fluides, comme un disque d'accrétion, la rotation différentielle provoque un cisaillement.